# Acinodendron stenobotryum
Acinodendron stenobotryum là một loài thực vật có hoa trong họ Mua. Loài này được (Rich.) Kuntze mô tả khoa học đầu tiên năm 1891.